# سیمیتی
سیمیتی (انگلیسی: Simití) نام شهری در کشور کلمبیا است.